# Große Synagoge (Pilsen)

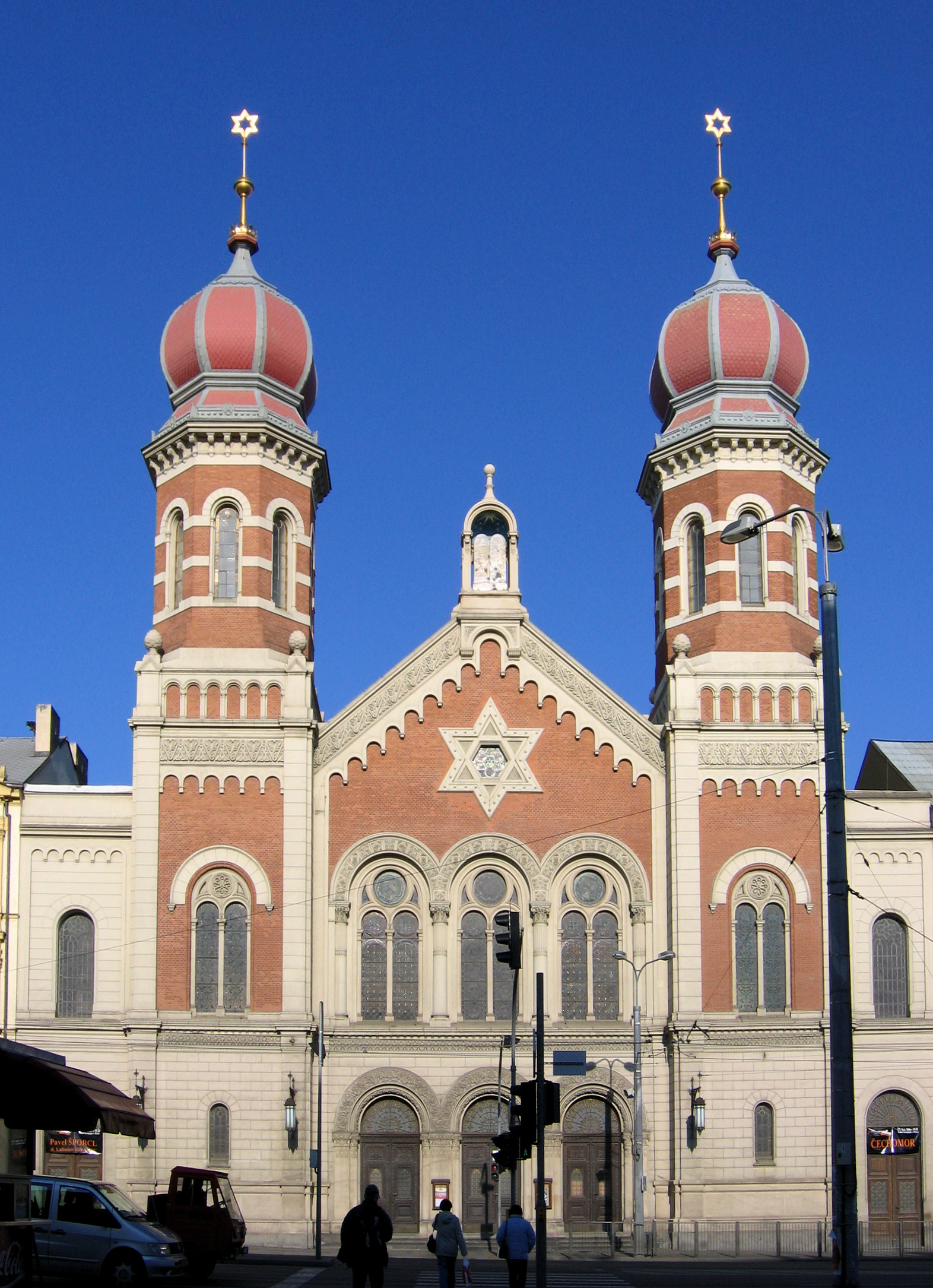
Blick von Osten

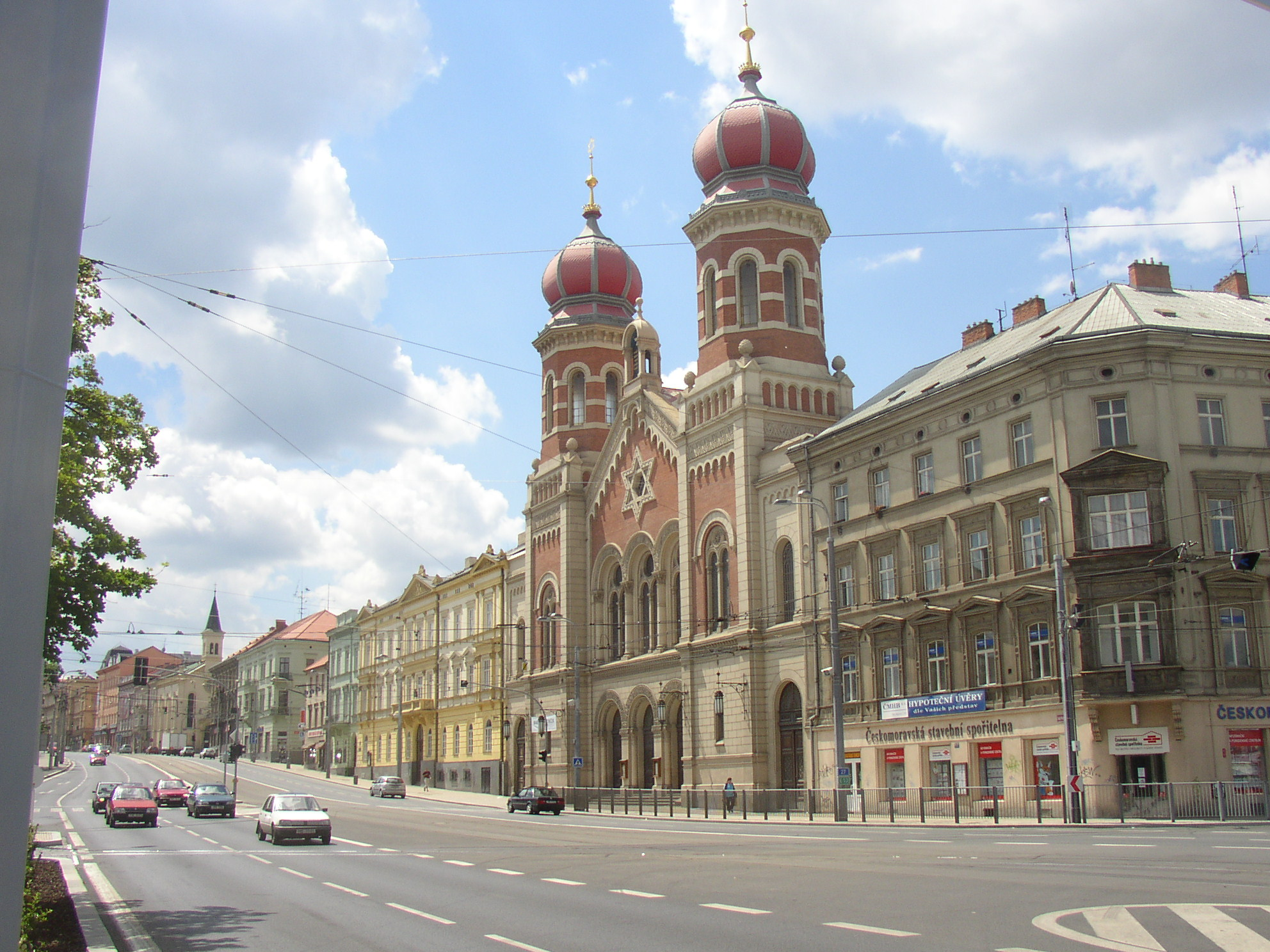
Blick von Norden

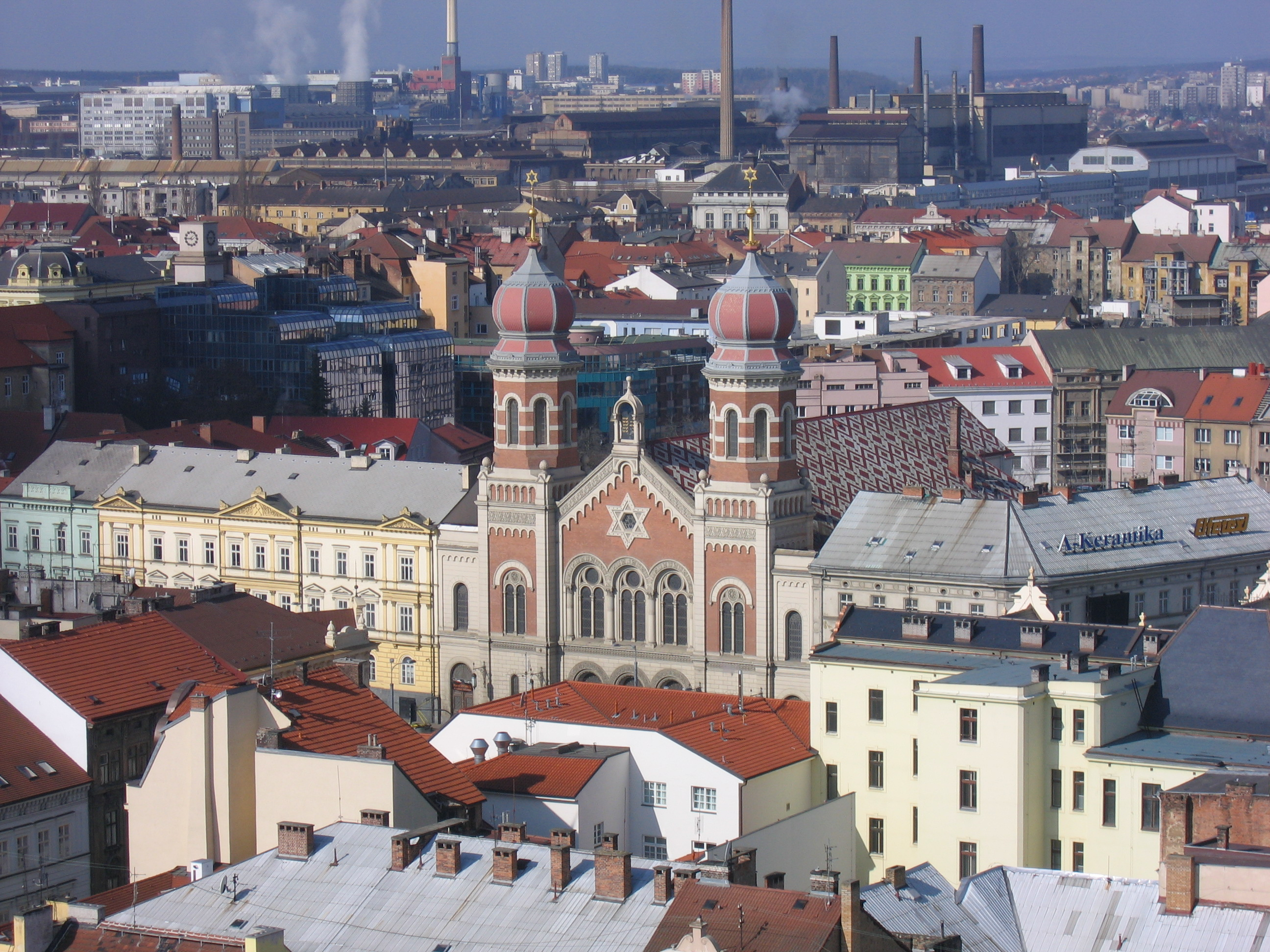
Blick von der St. Bartholomäus-Kathedrale

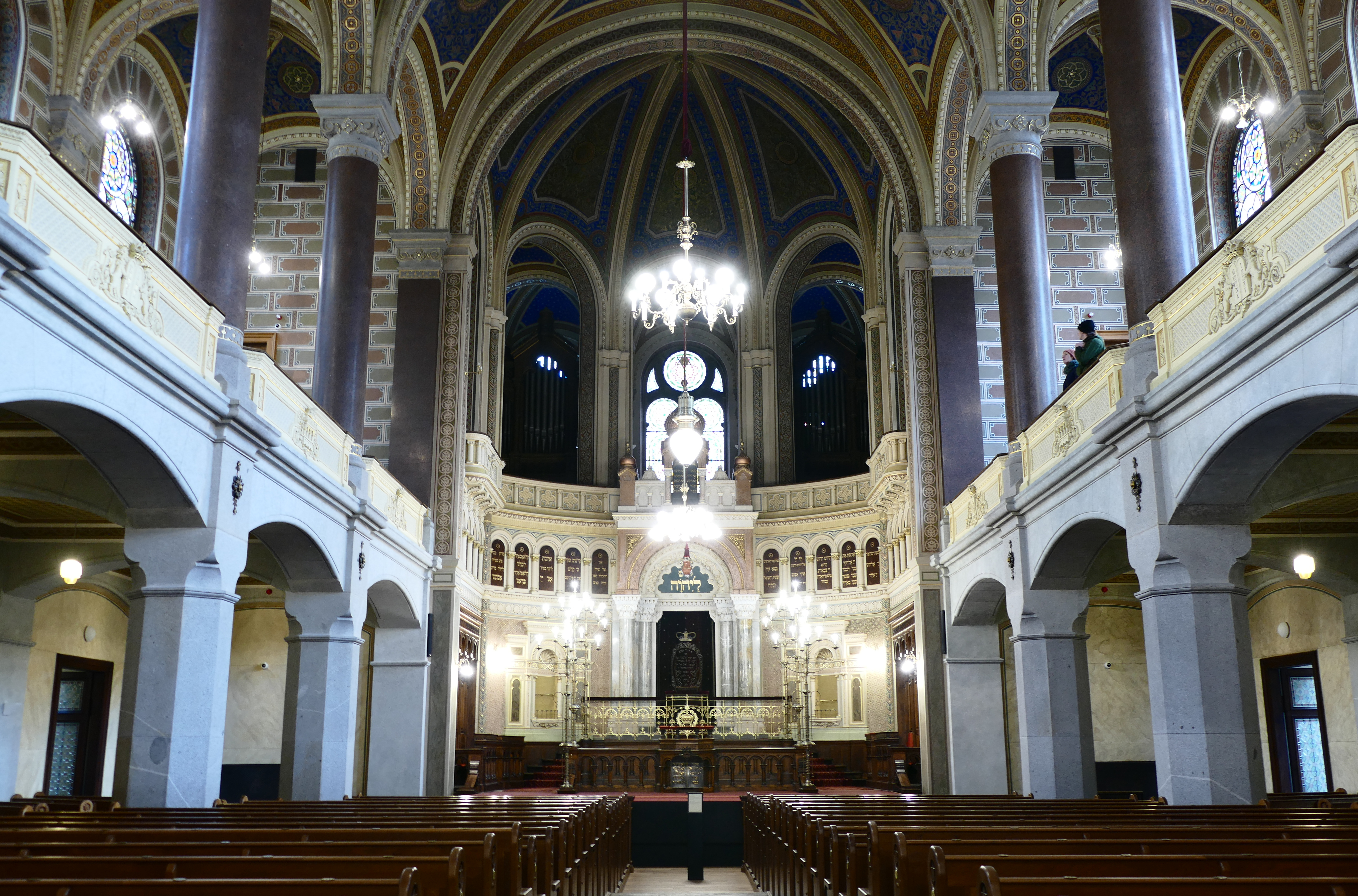
Innenansicht der Synagoge

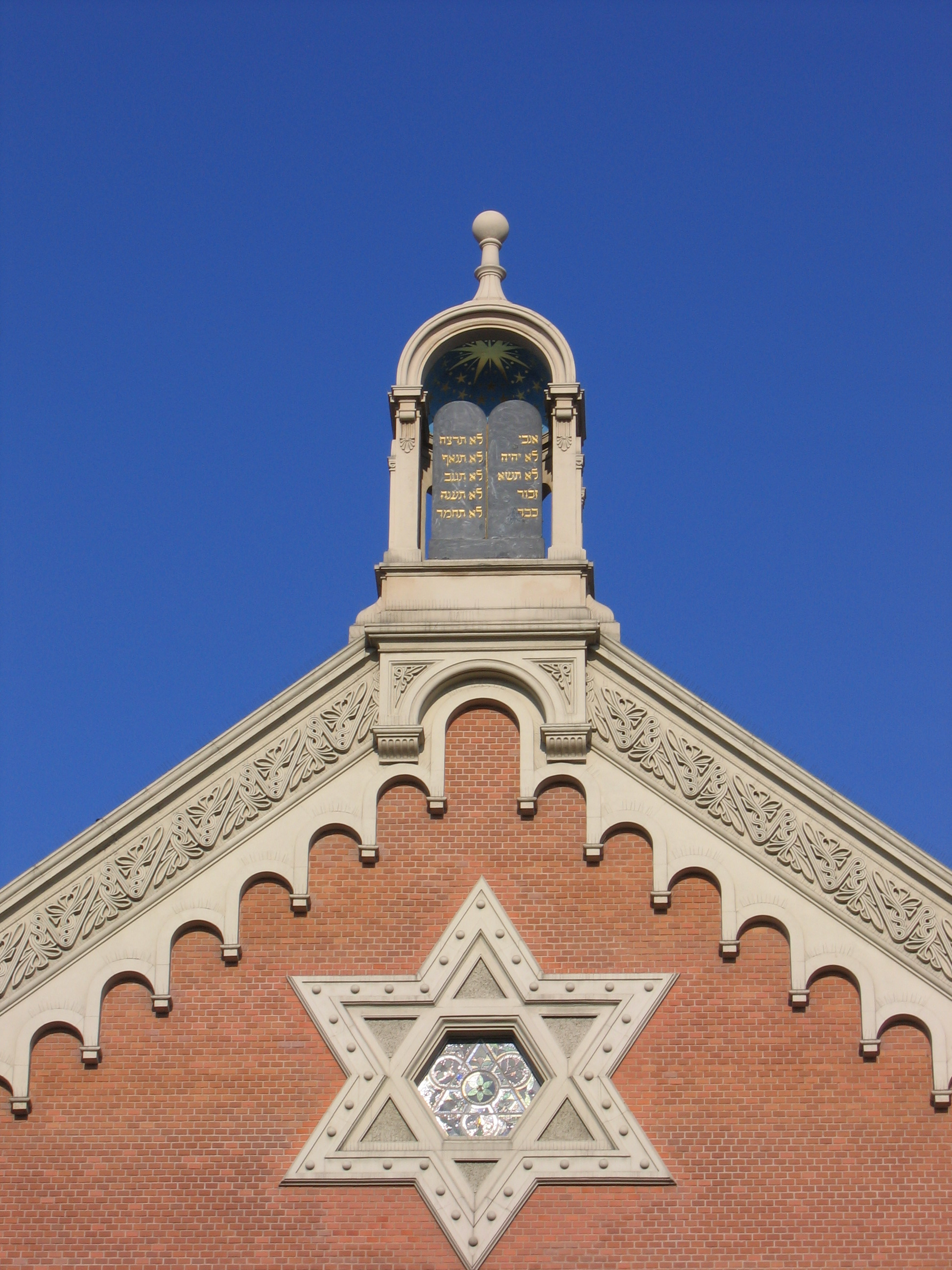
Giebelansicht mit Davidstern

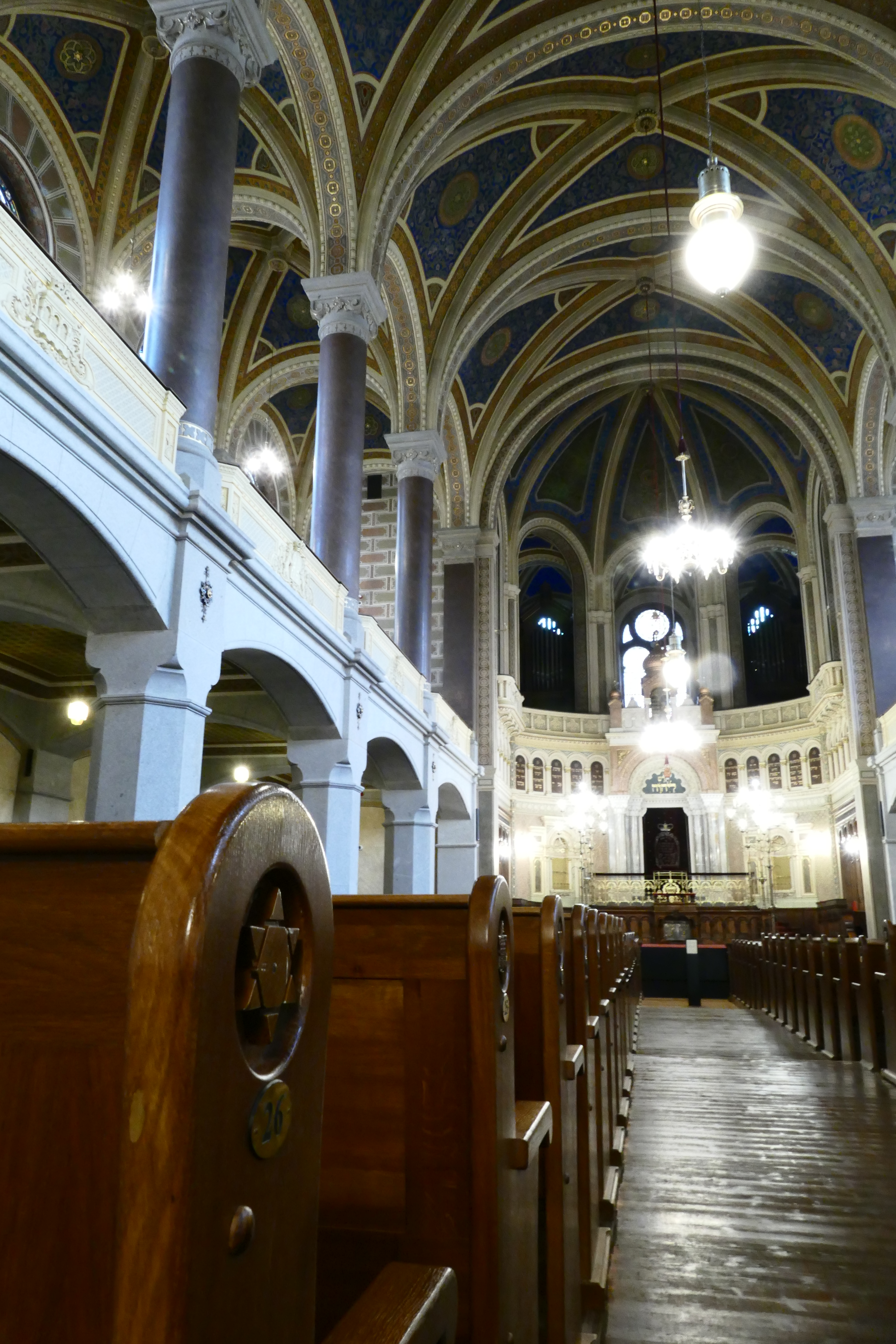
Davidstern an einer Holzbank

Die Große Synagoge in Pilsen ist Europas zweitgrößte Synagoge (nach der Großen Synagoge in Budapest) und die drittgrößte der Welt (nach anderen Angaben das drittgrößte „Gebäude seiner Art“ Europas und fünftgrößte der Welt). Sie wurde von dem Architekten Emanuel Klotz in maurisch-romanischem Stil entworfen. Grundsteinlegung erfolgte im Dezember 1888, 1893 war der Bau vollendet und die Gemeinde zog von der Alten Synagoge in den Neubau um.
Die ursprünglichen Pläne des Architekten Max Fleischer wurden vom Stadtrat abgelehnt. Der Grund war unter anderem auch ein zu gewaltiges Aussehen gegenüber der auf dem Hauptmarkt stehenden St. Bartholomäus-Kathedrale. Klotz behielt den Grundriss und die Gesamtkonzeption bei und überarbeitete vor allem die Außengestaltung. So wurden die Türme um 20 m niedriger ausgeführt als ursprünglich geplant. Der Bau enthält Elemente im romanischen Stil sowie im Stil der Neorenaissance. Der Schmuck ist oft in einem orientalischen Stil gehalten.
Den Zweiten Weltkrieg überstand die Synagoge durch die Nutzung als Lagerhalle. Nach dem Krieg wurde sie der stark dezimierten jüdischen Gemeinde zurückgegeben. In der Zeit des Kommunismus wurde das bereits baufällige Gebäude geschlossen, der letzte reguläre Gottesdienst fand 1973 statt. Nach der Samtenen Revolution im Jahre 1989 hatte die jüdische Gemeinde nicht genügend Mittel für den notwendigen Unterhalt, sodass das Bauwerk weiter verfiel. Zwischen 1995 und 1998 sowie in den Jahren 2021 bis 2022 wurde die Synagoge mit großem Aufwand vollständig saniert. Heute dient das Gebäude auch für kulturelle Veranstaltungen und kann besichtigt werden.